# Omloop Vlaamse Scheldeboorden
Die Omloop van de Vlaamse Scheldeboorden war ein belgisches Radrennen.
Das belgische Eintagesrennen war früher auch bekannt unter dem Namen Omloop van de Wase Scheldeboorden. Die erste Austragung 1969 konnte Willy In ’t Ven für sich entscheiden. Seitdem findet das Rennen jährlich Ende September statt. Es führt hauptsächlich durch die Gemeinden Kruibeke und Bazel in der Region Waasland. Seit 2005 zählt das Rennen zur UCI Europe Tour und ist in die Kategorie 1.1 eingestuft. In der Ehrenliste konnten sich bislang zwei deutsche Radprofis eintragen: Dennis Kraft als Zweiter 2004, Danilo Hondo als Sieger 2006.

## Siegerliste
| - 2009 nicht ausgetragen - 2008 Wouter Weylandt - 2007 Steven de Jongh - 2006 Danilo Hondo - 2005 Nico Eeckhout - 2004 Stefan van Dijk - 2003 Chris Peers - 2002 Stefan van Dijk - 2001 Martin Hvastija - 2000 Giampaolo Mondini - 1999 Geert Omloop - 1998 Gert Vanderaerden | - 1997 Franky Van Haesebroucke - 1996 Rudy Verdonck - 1995 Wilfried Nelissen - 1994 Nico Emonds - 1993 Nico Eeckhout - 1992 Ludo Giesberts - 1991 Danny Neskens - 1990 Adrie van der Poel - 1989 Jan Bogaert - 1983–1988 nicht ausgetragen - 1982 Walter Schoonjans - 1981 Walter Schoonjans | - 1980 Gérard Blockx - 1979 Dirk Heirweg - 1978 Alfons De Bal - 1977 Alfons De Bal - 1976 Ludo Peeters - 1975 Dirk Baert - 1974 Willy Planckaert - 1973 Ronny Van De Vijver - 1972 Arthur Van De Vijver - 1971 Giovany Jiménez - 1970 Jaak Clauwaert - 1969 Willy In ’t Ven |